# العلاقات الصومالية الروسية
العلاقات الصومالية الروسية هي العلاقات الثنائية التي تجمع بين الصومال وروسيا.

## مقارنة بين البلدين
هذه مقارنة عامة ومرجعية للدولتين:
| وجه المقارنة                                              | الصومال                        | روسيا                                   |
| --------------------------------------------------------- | ------------------------------ | --------------------------------------- |
| المساحة (كم2)                                             | 637.66 ألف                     | 17.08 مليون                             |
| عدد السكان (نسمة)                                         | 14.74 مليون                    | 146.80 مليون                            |
| الكثافة السكانية (ن./كم²)                                 | 23.12                          | 8.59                                    |
| العاصمة                                                   | مقديشو                         | موسكو                                   |
| اللغة الرسمية                                             | اللغة الصومالية، اللغة العربية | اللغة الروسية                           |
| العملة                                                    | شلن صومالي                     | روبل روسي                               |
| الناتج المحلي الإجمالي (بليون دولار)                      | 7.37 مليار                     | 1.58 تريليون                            |
| الناتج المحلي الإجمالي (تعادل القوة الشرائية) بليون دولار |                                | 3.69 تريليون                            |
| الناتج المحلي الإجمالي الاسمي للفرد دولار أمريكي          | 549                            | 9.09 ألف                                |
| الناتج المحلي الإجمالي للفرد دولار أمريكي                 |                                |                                         |
| مؤشر التنمية البشرية                                      |                                | 0.798                                   |
| رمز المكالمات الدولي                                      | +252                           | +7                                      |
| رمز الإنترنت                                              | .so                            | .ru، .рф، .рус ‏، .su                    |
| المنطقة الزمنية                                           | ت ع م+03:00                    | Magadan Time ‏، ت ع م+02:00، ت ع م+12:00 |

## منظمات دولية مشتركة
يشترك البلدان في عضوية مجموعة من المنظمات الدولية، منها:
| علم المنظمة | اسم المنظمة                   | تاريخ انضمام الصومال | تاريخ انضمام روسيا |
| ----------- | ----------------------------- | -------------------- | ------------------ |
|             | مؤسسة التنمية الدولية         | 31 أغسطس 1962        | 16 يونيو 1992      |
|             | مؤسسة التمويل الدولية         | 31 أغسطس 1962        | 12 أبريل 1993      |
|             | منظمة حظر الأسلحة الكيميائية  | ?                    | ?                  |
|             | الأمم المتحدة                 | 20 سبتمبر 1960       | 24 أكتوبر 1945     |
|             | الاتحاد الدولي للاتصالات      | 28 سبتمبر 1962       | 1866               |
|             | منظمة الشرطة الجنائية الدولية | ?                    | 27 سبتمبر 1990     |
|             | البنك الدولي للإنشاء والتعمير | 31 أغسطس 1962        | 16 يونيو 1992      |
|             | الاتحاد البريدي العالمي       | ?                    | ?                  |
|             | يونسكو                        | 15 نوفمبر 1960       | 21 أبريل 1954      |
|             | الفريق المعني برصد الأرض      | ?                    | ?                  |

## وصلات خارجية
- موقع وزارة الخارجية الصومالية
- موقع وزارة الخارجية الروسية